# Октроирование
Октрои́рование (фр. octroyer — жаловать, даровать) — способ принятия конституции в государстве.
Наряду с традиционными способами принятия конституции, такими как принятие конституции парламентом или на референдуме, существует принятие конституции действующим главой государства — монархом, президентом или дарование конституции колонии, зависимой территории метрополии. Такой способ и называется октроированием. Впервые октроирование было применено во Франции: 4 июня 1814 года вступила в силу «Хартия 1814 года», октроированная королём Людовиком XVIII; она представляла собой развитие конституции 6 апреля 1814 года.
Примеры конституций, которые приняты посредством октроирования:
- Альбертинский статут (1848) — дарована королём Сардинии Карлом Альбертом своим подданным.
- Конституция Австрийской империи (1849) — подписана 4 марта 1849 императором Францем Иосифом I.
- Конституция Японии (1889) — дарована императором Мэйдзи своим подданным.
- Конституция Сербии (1901) — октроирована королём Александром I Обреновичем.
- Конституция Монако (17 декабря 1962) — дарована князем Ренье III.
- Конституция Пакистана (1962) — октроирована президентом Пакистана Айюбом Ханом.
- Конституция Катара — временная конституция (1970) октроированная Ахмедом бин Али Аль Тани с изменениями и поправками (1972), которые лично внёс двоюродный брат Ахмеда — новый эмир Халифа бин Хамад Аль Тани, свергнувший с трона своего родственника.
- Конституция Фиджи (1990) — принята правительством.